# Wild Cherry
Wild Cherry est un groupe américain de funk rock formé dans l'Ohio en 1970. Il est notamment connu pour la chanson Play That Funky Music.

## Histoire

### Formation et débuts (1970–1975)
Le chanteur et guitariste Rob Parissi (en) a grandi dans la ville sidérurgique de Mingo Junction, dans l'Ohio. Il est diplômé du lycée de Mingo en 1968 et forme le groupe Wild Cherry en 1970 à Steubenville, dans l'Ohio. Le nom du groupe, « Wild Cherry », provient d'une boîte de pastilles contre la toux. Le groupe joue dans la région de la vallée de l'Ohio, dans le nord de la Virginie-Occidentale et à Pittsburgh, en Pennsylvanie. La formation d'origine comprend Ben Difabbio (batterie et chant) et Louie Osso (guitare et chant) de Steubenville, Larry Brown (basse et chant) de Weirton, Virginie-Occidentale, Larry Mader (clavier et chant) d'East Springfield, Ohio, et Ron Vallera (guitare et choeurs) de Steubenville, Ohio. Au fil du temps, les membres du groupe changent : Osso, Brown, Mader et Vallera quittent le groupe et sont remplacés par le cousin de Parissi, Coogie Stoddart à la guitare et au chant, et Joe Buchmelter à la basse. Buchmelter est bientôt remplacé par Bucky Lusk.
Au début des années 1970, plusieurs disques sortent sous leur propre label, dont You Can Be High (But Lay Low) et Something Special On Your Mind, en 1971. À ce stade, la musique est purement rock. Wild Cherry finit par obtenir un contrat avec Brown Bag Records, détenu et géré par Terry Knight. Brown Bag a produit plusieurs démos et singles qui ont été distribués plus tard par United Artists, dont Get Down et Show Me Your Badge, tous deux sortis en 1973.
Le groupe se sépare et Parissi quitte temporairement la scène musicale avant de reformer le groupe en 1975.

### Succès et la séparation (1975–1979)
En 1975, le groupe est réformé par Parissi avec Bryan Bassett (en) à la guitare et au chant, Allen Wentz à la guitare basse, au synthétiseur et au chant ainsi que Ronald Beitle à la batterie. Alors que le groupe commence à se faire connaître dans la région de Pittsburgh, le disco devient de plus en plus populaire et les auditeurs leur demandent régulièrement de jouer plus de musique de danse. Alors qu'il réfléchit à de nouvelles idées de chansons, Beitle raconte avoir entendu un fan crier : « Est-ce que vous, les blancs, vous allez jouer de la musique funky ? ». Parissi a été inspiré pour écrire une chanson basée sur cette phrase, et a donc commencé à écrire sur un carnet de commande de boisson avec un stylo emprunté au barman. Après que le groupe ait enregistré la chanson, l'ingénieur de studio Ken Hamann a attiré l'attention de Sweet City Records, distribué par Epic et CBS, qui a engagé le groupe.
En 1976, le groupe sort Play That Funky Music qui devient un grand succès, atteignant la première place des classements soul et pop du magazine Billboard,,. Le single et le premier album du groupe, Wild Cherry (en) sorti peu après, ont tous deux été certifiés disques de platine,. Le groupe a été nommé meilleur groupe pop de l'année par Billboard et a reçu un American Music Award pour le meilleur single R&B de l'année, ainsi que deux nominations aux Grammy Awards pour le meilleur nouveau groupe vocal et la meilleure prestation R&B par un duo ou un groupe. Parissi avait l'intention d'enregistrer la chanson comme face B d'une reprise de I Feel Sanctified des Commodores, mais le label a suggéré qu'elle soit placée en face A. Play That Funky Music est le seul succès de l'album Wild Cherry, bien que Hot to Trot ait connu un certain succès sur certains marchés non américains. L'album a bénéficié de la contribution du claviériste Mark Avsec, qui est devenu peu après un membre permanent du groupe.
Aucun des albums suivants de Wild Cherry n'a connu le même succès. Ni les albums Electrified Funk (1977) (qui contient le single Baby Don't You Know, similaire à Play That Funky Music) ni I Love My Music (1978) n'ont produit de succès dans le top 40 américain. Après la sortie de leur quatrième et dernier album Only the Wild Survive en 1979, qui ne génère pas de succès dans les classements américains, le groupe se sépare à la fin de l'année 1979.

### Post-séparation

#### Enregistrements personnels
Rob Parissi s'installe à Miami en 1979 et forme un groupe de tournée avec Bobby Caldwell. En 1980, Parissi s'installe à New York, rencontre les membres du groupe de Billy Squier (en), et fait des sessions d'enregistrement avec eux. À la même époque, il coécrit des chansons avec Ellie Greenwich et Jeff Kent et coproduit l'album Dedication de Gary U.S. Bonds avec Bruce Springsteen en 1980 et 1981. L'album génère le succès This Little Girl (Is Mine), qui se vend à plus de 500 000 exemplaires, pour lequel Parissi reçoit un disque d'or. Depuis les années 2010, Parissi réside en Floride et écrit et enregistre dans les genres adult contemporary et smooth jazz.
Bryan Bassett est devenu producteur et ingénieur au King Snake Studio à Sanford, en Floride. Il a joué avec Foghat et Molly Hatchet. Il a par la suite également été gouverneur du conseil d'administration du chapitre de Floride de la National Academy of Recording Arts and Sciences.
Mark Avsec s'est associé à Donnie Iris (du groupe The Jaggerz) au début des années 1980 pour former Donnie Iris and the Cruisers. L'un de leurs succès est notamment Ah! Leah! (en). Iris avait également joué avec Wild Cherry sur leur quatrième et dernier album Only the Wild Survive. Avsec a également fait équipe avec Kevin Valentine (en) pour enregistrer sous le nom de Cellarful of Noise en 1985, et a sorti deux albums dans le cadre de ce projet. Une autre composition d'Avsec, She Don't Know Me, écrite à l'origine pour le groupe La Flavour, renommé plus tard Fair Warning, devient l'un des premiers succès du groupe Bon Jovi. Un procès lié à Ah! Leah! incite Avsec à devenir avocat spécialisé dans les droits d'auteur.
Ronald Beitle a joué dans plusieurs groupes de rock, dont le Nied's Hotel Band à Lawrenceville, en Pennsylvanie. Il est décédé en 2017.

#### Postérité
Le 11 août 2013, les habitants de la ville natale de Parissi, Mingo Junction, ont rebaptisé la plus longue rue de la ville « Rob Parissi Boulevard » et ont déclaré le 11 août la « Journée Rob Parissi ». Lui et sa femme, Ilona, ont créé une bourse d'études pour son ancien lycée, maintenant appelé Indian Creek High School, et il y retourne chaque année pour organiser une collecte de fonds caritative.

## Membres

### Dernière formation
- Rob Parissi (en) – chant, guitare (1970–1979)
- Donnie Iris (en) – guitare, chant (1978–1979)
- Cooke Michalchick – basse, vocals (1978–1979)
- Ronald Beitle – batterie, percussion (1975–1979)
- Mark Avsec (en) – claviers (1975–1979)

### Autres membres
- Ben Difabbio – batterie, chant (1970–1975)
- Louie Osso – guitare, chant (1970–1973)
- Larry Brown – basse, chant (1970–1973)
- Coogie Stoddart – guitare, chant (1973–1975, 1977–78)
- Joe Buchmelter – basse (1973)
- Bucky Lusk – basse (1973–1975)
- Allen Wentz – basse, synthétiseur, chant (1975–1978)
- Bryan Bassett (en) – guitare (1975–1978)

## Discographie

### Albums studio
| Date                                                        | Album                      | US | US R&B | P-B | NOR | Certification    |
| ----------------------------------------------------------- | -------------------------- | -- | ------ | --- | --- | ---------------- |
| 1976                                                        | Wild Cherry (en)           | 5  | 1      | 12  | 17  | - RIAA : Platine |
| 1977                                                        | Electrified Funk (en)      | 51 | 33     | —   | —   |                  |
| 1978                                                        | I Love My Music (en)       | 84 | 54     | —   | —   |                  |
| 1979                                                        | Only the Wild Survive (en) | —  | —      | —   | —   |                  |
| « – » indique que l'album ne s'est pas classé dans ce pays. |                            |    |        |     |     |                  |

### Compilations
- Play the Funk (2000)
- Super Hits (2002)

### Singles
| Date                                                                                       | Single                         | US | US R&B | BEL (FL) | ALL | P-B | NZ | R-U | Certification                                |
| ------------------------------------------------------------------------------------------ | ------------------------------ | -- | ------ | -------- | --- | --- | -- | --- | -------------------------------------------- |
| 1970                                                                                       | You Can Be High (But Lay Low)  | —  | —      | —        | —   | —   | —  | —   |                                              |
| 1971                                                                                       | Something Special on Your Mind | —  | —      | —        | —   | —   | —  | —   |                                              |
| 1972                                                                                       | Get Down                       | —  | —      | —        | —   | —   | —  | —   |                                              |
| 1972                                                                                       | Show Me Your Badge             | —  | —      | —        | —   | —   | —  | —   |                                              |
| 1975                                                                                       | Voodoo Doll                    | —  | —      | —        | —   | —   | —  | —   |                                              |
| 1976                                                                                       | Play That Funky Music          | 1  | 1      | 6        | 42  | 4   | 4  | 7   | - RIAA : Platine - CRIA : Or - BPI : Platine |
| 1977                                                                                       | Baby Don't You Know            | 43 | 41     | —        | —   | —   | —  | —   |                                              |
| 1977                                                                                       | Hot to Trot                    | 95 | 62     | —        | —   | —   | 17 | —   |                                              |
| 1977                                                                                       | Hold On (With Strings)         | 61 | —      | —        | —   | —   | —  | —   |                                              |
| 1977                                                                                       | I Feel Sanctified              | —  | —      | —        | —   | —   | —  | —   |                                              |
| 1978                                                                                       | 123 Kind of Love               | —  | —      | —        | —   | —   | —  | —   |                                              |
| 1978                                                                                       | I Love My Music                | 69 | 49     | —        | —   | —   | —  | —   |                                              |
| 1978                                                                                       | This Old Heart of Mine         | —  | —      | —        | —   | —   | —  | —   |                                              |
| 1979                                                                                       | Try a Piece of My Love         | —  | —      | —        | —   | —   | —  | —   |                                              |
| « – » indique que le single ne s'est pas classé ou n'a pas été commercialisé dans ce pays. |                                |    |        |          |     |     |    |     |                                              |